# Cufruta
Cufruta (łac. Cufrutensis) – stolica starożytnej diecezji w Cesarstwie rzymskim w prowincji Byzacena, współcześnie w Tunezji w regionie Sahel. Obecnie katolickie biskupstwo tytularne. Pierwszym biskupem tytularnym Cufruty był amerykański biskup polskiego pochodzenia Stanisław Brzana, od 18 grudnia 1986 do 27 grudnia 2018 stolicę tę obejmował Tadeusz Pieronek, emerytowany biskup pomocniczy diecezji sosnowieckiej, natomiast od 12 lutego 2019 do 5 kwietnia 2025 biskupstwo to obejmował Arkadiusz Okroj, biskup pomocniczy pelpliński.

## Biskupi
| Lp. | Biskup            | Funkcja                                  | Od               | Do                   |
| --- | ----------------- | ---------------------------------------- | ---------------- | -------------------- |
| 1   | Stanislaus Brzana | biskup pomocniczy diecezji Buffalo (USA) | 24 maja 1964     | 22 października 1968 |
| 2   | Jozsef Kacziba    | administrator apostolski Győr (Węgry)    | 10 stycznia 1969 | 31 sierpnia 1989     |
| 3   | Tadeusz Pieronek  | biskup pomocniczy sosnowiecki            | 25 marca 1992    | 27 grudnia 2018      |
| 4   | Arkadiusz Okroj   | biskup pomocniczy pelpliński             | 12 lutego 2019   | 5 kwietnia 2025      |